# Annitella apfelbecki
Annitella apfelbecki är en nattsländeart som först beskrevs av Klapalek 1899.  Annitella apfelbecki ingår i släktet Annitella och familjen husmasknattsländor. Inga underarter finns listade i Catalogue of Life.